# Елитна школа
Елитна школа (шп. Élite) шпанска је телевизијска серија коју су створили Карлос Монтеро и Дарио Мадрона за Netflix. Радња је смештена у измишљену елитну средњу школу Лас Енсинас, а врти се око односа између три ученика из радничке класе који су уписани у школу кроз програм стипендирања и њихових богатих вршњака.
Добила је позитивне рецензије критичара, који су посебно похвалили сценарио, глумачку поставу и приказ зрелих тема. Приказано је осам сезона и 64 епизоде. Осма и последња сезона је приказана 26. јула 2024.

## Радња

### 1. сезона
Након што им се уруши школа, троје пријатеља из радничке класе - Самуел (Итсан Ескамија), Надиа (Мина Ел Хамани) и Кристијан (Мигел Херан) добијају стипендију за Лас Енсинас, најексклузивнију приватну школу у Шпанији, у коју богати људи различитих профила шаљу своју децу на школовање. Стипендије им спонзорише грађевинска компанија која је крива за урушавање.
У школи Лас Енсинас, тројка је на почетку одбачена од стране богатих ученика. Међутим, Самуел се убрзо спријатељи са бунтовном Марином (Мариа Педраза) чији корумпирани отац управља грађевинском фирмом. Истовремено, Надиа постаје блиска с Марининим харизматичним, али арогантним братом Гузманом (Мигел Бернардеу). Гузманова девојка, Лу (Дана Паола), га изазива да одузме Надијину невиност. У међувремену, Кристијан се укључује у полиаморну везу с аристократским паром Полом (Алваро Рико) и Карлом (Естер Експозито). Изван Лас Енсинаса, Надијин брат Омар (Омар Ајусо) тајно продаје дрогу како би зарадио довољно новца да побегне од својих конзервативних родитеља. Убрзо се спријатељи са сином директорке Лас Енсинаса, Андером (Арон Пајпер), који је такође Гузманов и Полов најбољи пријатељ. Омар и Андер започињу тајну везу. Марина и Самуел почињу да се везују једно за друго, али она улази у аферу са Наном (Хаиме Лоренте), Самуеловим старијим братом, који је тек изашао из затвора и има неплаћене дугове. Како школска година пролази, њихови животи се преплићу у сукобу животног стила, огорчења, зависти и сексуалне привлачности. Публика се упознаје кроз сцене полицијске истраге, које се дешавају у будућности, са јунацима и њиховим повезаностима које воде до убиства Марине. На крају сезоне откривено ко је убио Марину.

### 2. сезона
У недостатку доказа, полиција окривљује Нана за Маринину смрт. Самуел је одлучан да избави брата из затвора и да допре до правог кривца, зато улази у везу с Карлом осећајући да она зна истину. Он се уједно спријатељи с Ребеком, новом ученицом чија је мајка дилер. Схвативши да воли Надију, Гузман раскида с Лу која касније усними његов интимни однос с Надијом и пошаље га целој школи. Лу улази у кратак флерт са својим полубратом, Валеријом. Нова ученица, ћерка школске чистачице, Кајетана започиње везу с Полом који јој постаје ослонац након што се открива да је лагала о својој богатој породици. Самуел, у договору с Гузманом, лажира свој нестанак како би се ухватио Маринин убица. Карла, из бриге за Самуела у којег се временом искрено заљубила, признаје полицији дешавања која су довела до Маринине погибије.

### 3. сезона
Под притиском свог поквареног оца, Карла у судници повлачи изјаву дату против Пола оставивши Самуела на цедилу. Издата је потерница за Наном који се претходно заједно с мајком преселио у Мароко. Гузман отме Пола и тако сазнаје да је он заиста убио Марину. Андер открива да пати од канцера и спрема се за најгори сценарио, док му је Омар подршка. Откривши Лукрецијин инцестоидни однос с Валеријом, њихов отац је се одриче и престаје да јој пружа финансијску подршку. Тако се Лу пријављује за стипендију ради уписа на престижан њујоршки факултет, услед чега мора да се такмичи с Надијом. После гомиле обрта, Поло је убијен током матурске журке, Лу и Надиа се селе у Њујорк, Андер остаје у животу, Кајетана одлучује да постане школска чистачица у Лас Енсинас; Самуел, Гузман и Ребека су приморани да понове годину због дисциплинског поступка.

### 4. сезона
Због бројних скандала којима је школа била окружена протекле две године, Андерова мајка је смењена с места директорке и постављен је нови директор по имену Бенхамин Бланко, изузетно амбициозан и успешан европски бизнисмен. Бенхамин доводи у школу своје троје деце: Менсију, Ари и Патрика. Кајетана улази у везу с француским племићем Филипом, али то напослетку не излази на добро. Током жестоког сукоба с оцем, Менсија напушта кућу и улази у свет проституције уз помоћ имућног мушкарца по имену Армандо. Ари започиње паралелну везу с Гузманом и са Самуелом, што на крају сломи срце Гузману. Патрик покушава да се умеша у Омарову и Андерову везу, али после свега не успева. На крају сезоне, Армандо је разоткривен; он утом претуче Ари, Гузман га убија и сакрива његово тело уз помоћ Ребеке и Самуела. Ари преживљава, Гузман и Андер се на крају првог полугодишта четвртог разреда селе у иностранство.

### 5. сезона
У другом полугодишту последње средњошколске године, настављају се бројне сплетке и афере. У школу стиже двоје нових ученика: Иван, син славног бразилског фудбалера, који још увек спознаје своју сексуалну оријентацију, и Исадора, имућна Аргентинка која поседује Ибицу. Патрик помаже Ивану у спознаји његове оријентације, док Иван улази у аферу с његовом сестром Ари; из освете, Патрик се спетља с Ивановим оцем. Омар проналази Армандово беживотно тело у језеру и обавештава о томе полицију која започиње темељну истрагу, а при томе као главног осумњиченог за убиство има Бенхамина. Користећи Самуелову благонаклоност према њему, Бенхамин убеди Самуела да слаже полицију да је он убио Арманда. Самуел то учини, а кауцију му плаћа Иван помогавши му да се дочепа слободе. Ребека указује Самуелу на Бенхаминову дволичност, а Менсија открива да је Бенхамин делом био умешан у Армандове тамне афере (праћење других европских бизнисмена). Самуел узима Бенхаминову скривену СИМ картицу с намером да је однесе полицији, али Бенхамин га зауставља у својој кући и наговара да то не чини обећавајући му светлу будућност. Самуел одбија да одступи од својих принципа залагања за правду и, током сукоба с Бенхамином, саплете се и удари главом о камен упавши у базен. Ребека и Омар проналазе Самуела на самрти и сазнају за Бенхаминов злочин, Менсија пријављује свог оца полицији. На крају сезоне, Исадора признаје да је силована током једне журке на Ибици, Бенхамин је одведен у затвор, његова породица сломљена, Ребека и Омар тугују за Самуелом.

## Ликови и глумачка постава

### Главни ликови
- Мариа Педраза као Марина Нуниер Осуна, Гузманова сестра и Нанов и Самуелов љубавни интерес.(сезона 1, гост у сезони 2)
- Ицан Ескамија као Самуел Гарсиа Домингез, један од три нова студента, Маринина симпатија а касније се заљубљује у Карлу. (сезона 1–3)
- Мигел Бернардеу као Гузман Нуниер Осуна, усвојени Маринин брат и Луин бивши дечко, који се заљубљује у Надиу. (сезона 1–3)
- Мигел Херан као Кристијан Варела Експозито, један од три нова студента, који је у вези са Полом и Карлом.[2] (сезона 1, гост у сезони 2)
- Хаиме Лоренте као Фернандо "Нано" Гарсиа Домингез, Самуелов старији брат који је управо изашао из затвора, а који је такође љубавни интерес Марине. (сезоне 1–2)
- Алваро Рико као Поло Бенавент, Карлин бивши дечко и љубавно интересовање Кајетане. (сезоне 1–3)
- Арон Пајпер као Андер Муноз, син директорке који се заљубљује у Надијиног брата Омара. (сезоне 1–3)
- Мина Ел Хамани као Надиа Схана, једна од три нова студента, ћерка палестинских имиграната и љубавни интерес Гузмана. (сезона 1–3)
- Омар Ајусо као Омар Схана, Надијин брат и дилер дроге који се заљубљује у Андера против очеве жеље. (сезоне 1–3)
- Естер Експозито као Карла Росон Калерега, Полова бивша девојка која се касније заљубила у Самуела. [1] (сезоне 1–3)
- Дана Паола као Лукреција "Лу" Монтесиноса Хендрих, Гузманова бивша девојка. (сезоне 1–3)
- Хорге Лопез као Валерио Монтесиноса, Лукрецијин полубрат. (сезоне 2–3)
- Клаудиа Салас као Ребека "Ребе" де Бормујо Авалос, бунтовна, богата девојка, која се заљубила у Самуела. (сезоне 2–3)
- Џорџина Аморос као Кајетана Грајера Пандо, ћерка теткице из школе, живи лажним животним стилом и љубавни интерес јој је Поло. (сезоне 2–3)
- Серђо Момо као Јерај. (сезона 3)
- Леити Сене као Малик. (сезона 3)

## Снимање
Иако се школа из серијала Лас Енсинас налази у планинама, снима се у Мадриду, укључујући делове снимљене у области Сан Лорензо де Ел Ескориал.
Прве две сезоне снимљене су у потпуности у 4К. У твиту који је Експозито поделила у октобру 2019. године, глумица је открила да је трећа сезона већ завршена са снимањем.